# Stefan Strömberg
Lars Stefan Edvard Strömberg, född 25 januari 1950 i Lund, är en svensk jurist och ämbetsman. Han var generaldirektör för Domstolsverket 1998–2004, rikspolischef 2005–2007, lagman i Göteborgs tingsrätt 2008–2013, lagman i Stockholms tingsrätt 2013–2017 och t.f. generaldirektör för Kriminalvården 2019–2020.

## Biografi
Strömberg föddes i Lund, men tillbringade en stor del av sin uppväxt i Paris, där hans far, docent Bengt Strömberg var prost i den svenska församlingen. Han är brorson till juridikprofessorerna Håkan Strömberg och Tore Strömberg i Lund.
Han studerade juridik vid Lunds universitet och blev jur.kand. 1973, gjorde tingstjänstgöring 1974–1976, blev fiskal i Svea hovrätt 1977 och assessor 1987. Strömberg var rättssakkunnig i Justitiedepartementet 1981–1983, bolagsjurist i Nordstjernan AB 1983–1985 och var åter sakkunnig i departementet 1988–1990. Han var departementsråd i Justitiedepartementet 1990–1994, utnämndes 1994 till rättschef i departementet och till expeditionschef 1995. Han var generaldirektör och chef för Domstolsverket 1998–2004.
Strömberg har deltagit i flera statliga utredningar. Han var sekreterare i den parlamentariska kommissionen med anledning av mordet på Olof Palme 1987–1988, sakkunnig i 1993 års domarutredning och ordförande i Samarbetsorganet (Ju 1968:59) för rättsväsendets informationssystem (SARI) 1994–1996. Han var redaktör för Svensk juristtidning 1991–2013 och kvarstod som styrelseordförande fram till 2017.

### Rikspolischef
Stefan Strömberg utnämndes 2004 till rikspolischef med tillträde 1 januari 2005, som efterträdare till Sten Heckscher. Inom polisen riktades under en längre tid kritik mot Stefan Strömbergs ledarskap som polischef, bland annat i form av en debattartikel i Dagens Nyheter 6 december 2007, där tre fackliga företrädare för polischefer hävdade att Strömberg brast i polisiär kompetens. Som en följd av kritiken beslutade regeringen vid ett extra regeringssammanträde den 7 december 2007 att Stefan Strömberg från årsskiftet 2007/2008 skulle överflyttas till en tjänst som generaldirektör i Justitiedepartementet. Från 1 januari 2008 ersattes Strömberg av Bengt Svenson, då chef för polisavdelningen vid Rikspolisstyrelsen, som tillförordnad rikspolischef tills en ny ordinarie rikspolischef hade utsetts.

### Lagman och senare uppdrag
Den 13 november 2008 utnämndes Stefan Strömberg av regeringen till lagman i Göteborgs tingsrätt. Han var därefter lagman i Stockholms tingsrätt 2013–2017.
Regeringen föreslog Stefan Strömberg till ny domare i tribunalen vid Europeiska unionens domstol under 2012, men Strömberg passerade inte den obligatoriska lämplighetsprövningen då han ansågs ha bristande kunskaper om unionsrätten. Istället utsågs Carl Wetter.
Strömberg var tf. generaldirektör för Kriminalvården 2019–2020.

## Utmärkelser
- H. M. Konungens medalj i guld av 12:e storleken med Serafimerordens band 2021 för framstående insatser inom svenskt rättsväsende[7]